# 寶達站 (日本)

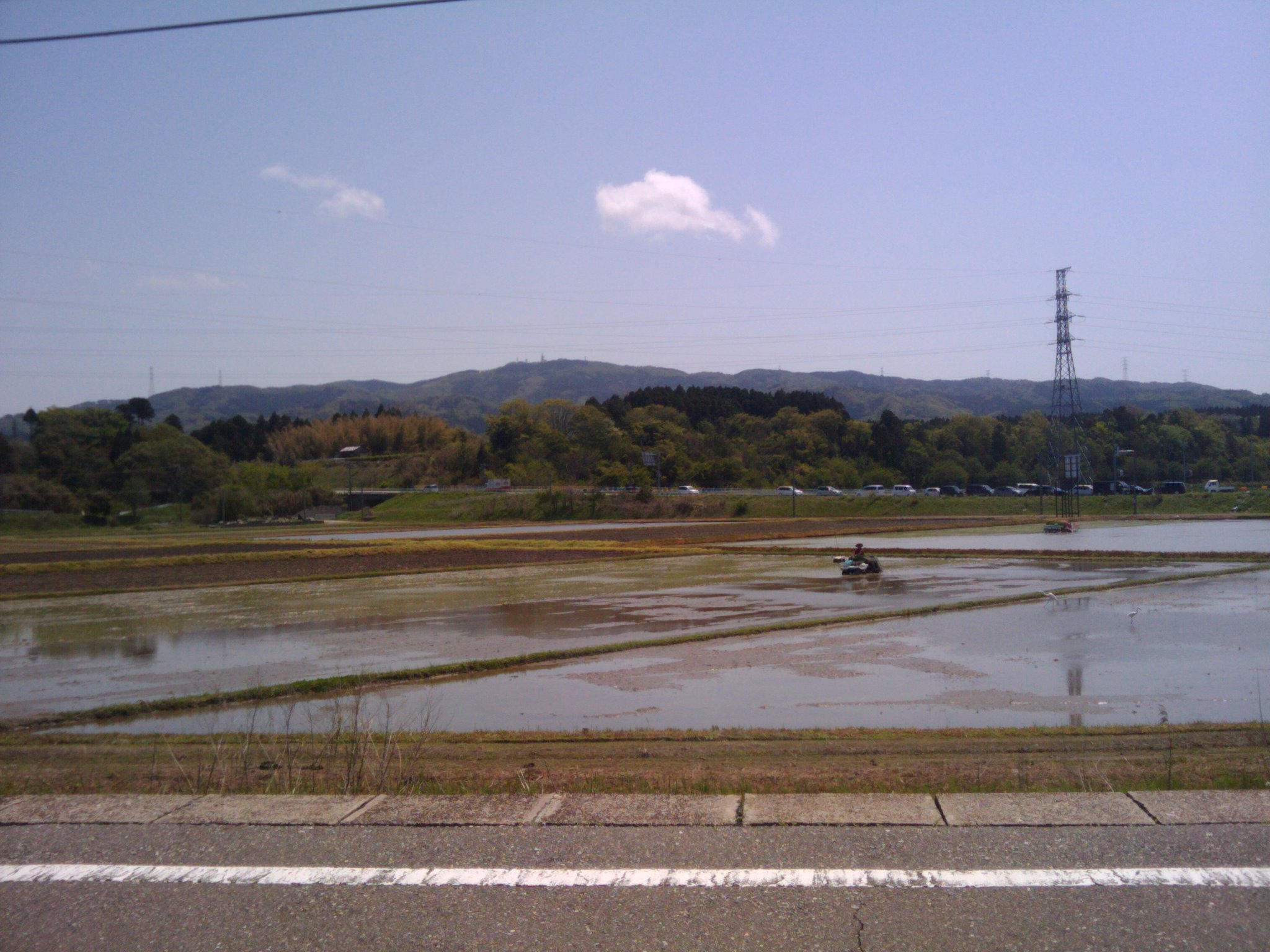
從免田站望向水田越寶達山

寶達站（日语：／ Hōdatsu eki */?）是位於石川縣羽咋郡寶達志水町小川利（リ）14番，西日本旅客鐵道（JR西日本）的七尾線車站。

## 歷史
- 1898年（明治31年）4月24日 - 七尾鐵道 津幡臨時停車站（本津幡站前身） - 七尾站 - 矢田新站（後來為七尾港站）之間開通，此站啟用[1]。為旅客和貨物車站。
- 1907年（明治40年）7月1日 - 七尾鐵道根據鐵道國有法（日语：鉄道国有法）而國有化。成為帝國鐵道廳（國鐵）車站。
- 1909年（明治42年）10月12日 - 制定路線名稱，此站成為七尾線車站。
- 1961年（昭和36年）4月1日 - 終止貨物起卸業務。
- 1987年（昭和62年）4月1日 - 伴隨國鐵分割民營化，車站由西日本旅客鐵道（JR西日本）營運。
- 2020年（令和2年）4月1日 - 整日成為無人車站。

## 車站構造
車站是一座地面車站，設有2面2線的相對式月台。車站大樓位於西出口（下行月台側），為混凝土平屋建築物。另外位於東出口（上行月台側）車站大樓為最近新建的建築物。兩月台之間設有跨線橋連接。
此站是由七尾鐵道部管理的無人車站。在2020年成為無人車站前，車站櫃臺業務是由自治體負責，為簡易委託車站。當初車站售票櫃臺業務位於西出口，設有POS終端。在自動售票機位於兩個車站大樓。

### 月台
| 月台 | 路線    | 上下行 | 方向           |
| ---- | ------- | ------ | -------------- |
| 1    | ■七尾線 | 下行   | 羽咋、七尾方向 |
| 2    | ■七尾線 | 上行   | 津幡、金澤方向 |

- 1號月台（下行線）的路軌為一線通過（日语：一線スルー）結構，當列車不用進行列車交會和通過此站時，上行列車會使用1號月台[1]。但是，此站與其他車站的一線通過結構有差別，直線路軌不是上下行本線，而是分成上行線和下行線。

## 使用狀況
在2018年（平成30年）度，1日平均乘車人次為338人。
根據「石川縣統計書」，以下為近年1日平均乘車人次列表：
| 年度   | 1日平均 乘車人次 |
| ------ | ---------------- |
| 1996年 | 721              |
| 1997年 | 659              |
| 1998年 | 649              |
| 1999年 | 643              |
| 2000年 | 614              |
| 2001年 | 608              |
| 2002年 | 555              |
| 2003年 | 520              |
| 2004年 | 498              |
| 2005年 | 491              |
| 2006年 | 483              |
| 2007年 | 456              |
| 2008年 | 461              |
| 2009年 | 446              |
| 2010年 | 435              |
| 2011年 | 450              |
| 2012年 | 444              |
| 2013年 | 448              |
| 2014年 | 372              |
| 2015年 | 388              |
| 2016年 | 379              |
| 2017年 | 364              |
| 2018年 | 338              |

## 車站周邊
車站周邊為前押水町中心。車站東、西口設有免費停車場。
- 國道159號（日语：国道159号）
- 石川縣立寶達高等學校（日语：石川県立宝達高等学校）
- 寶達志水町立寶達中學（日语：宝達志水町立宝達中学校）
- 押水郵局（日语：押水郵便局）
- 國道249號
- 能登鄉村俱樂部
- 寶達川 - 為懸河[1]。

## 相鄰車站
西日本旅客鐵道
■七尾線
免田－寶達－敷浪

## 註腳
1. 1 2 3 4 5 6 7 8  . 週刊朝日百科. 43号 富山駅・高岡駅・和倉温泉駅ほか. 朝日新聞出版. 2013-06-16: 26 （日语）.
2. ↑   (PDF). 石川縣: 106.   [2020-04-10]. （原始内容存档 (PDF)于2020-10-17） （日语）.

## 外部連結
- 寶達｜車站資訊：JR出門網 - 西日本旅客鐵道（日語）